# Diplotaxis denticeps
Diplotaxis denticeps är en skalbaggsart som beskrevs av Bates 1887. Diplotaxis denticeps ingår i släktet Diplotaxis och familjen Melolonthidae. Inga underarter finns listade i Catalogue of Life.